# Сила Свистуна
«Сила Свистуна» (англ. The Power of the Whistler) — нуарный триллер режиссёра Лью Лэндерса, который вышел на экраны в 1945 году.
Это третий из восьми фильмов в киноцикла «Свистун» студии Columbia Pictures, при этом Ричард Дикс сыграл главную роль в семи первых фильмах сериала. На этот раз его герой Уильям Эверест потерял память и пытается выяснить своё имя и своё прошлое с помощью красивой, доброжелательной Джин Лэнг (Дженис Картер), которая случайно нагадала ему на картах скорую смерть. Джин вместе с сестрой Фрэнси (Джефф Доннелл) и её женихом Чарли Кентом (Лорен Тиндэлл) по нескольким предметам, найденным в карманах Уильяма, пытаются установить его личность. Когда Уильям, наконец, вспоминает, кто он такой, то, не говоря никому ни слова, он увозит Джин в соседний маленький городок, чтобы разобраться судьёй, который направил его в психиатрическую клинику. Он также отправил отравленные розы танцовщице, которая отвергла его, и директору клиники, где он проходил лечение. В последний момент Фрэнси и Кенту с помощью полиции удаётся остановить отравления, а Джин в кульминационной сцене в сарае закалывает Уильяма вилами.
Фильм получил хорошие отзывы прессы и критиков за напряжённый, увлекательный сюжет и быстрый темп повествования, хотя игра Дикса в главной роли вызывала противоречивые мнения.

## Сюжет
Вечером в районе Гринвич-Виллидж в Нью-Йорке, когда Уильям Эверест (Ричард Дикс) переходит через улицу, его сбивает машина, в результате чего он сильно ударяется головой о столб. Придя в себя, он, слегка пошатываясь, заходит в ближайшее кафе. Там за одним из столиков красавица Джин Лэнг (Дженис Картер) играет в карты со своей сестрой Фрэнси (Джефф Доннелл) и её женихом Чарли Кентом (Лорен Тиндэлл). После завершения очередной партии Джин решает погадать на картах, предсказав будущее незнакомого ей Эвереста, которого заметила у барной стойки. Карты показывают, что этот человек умрёт в течение 24 часов. Понимая, что всё это глупо, Джин тем не менее направляется, чтобы предупредить Эвереста. Догнав его на улице, Джин рассказывает ему о карточном предсказании и просит его быть максимально осторожным. У Эвереста начинает кружиться голова, и Джин помогает ему присесть в салон ближайшего такси. Там Эверест признаётся, что после аварии ничего о себе не помнит, кроме того, что должен был встретиться с кем-то по важному делу. Чтобы выяснить что-либо, Джин предлагает изучить содержимое его карманов. Он извлекает зажигалку с гравировкой «EC to JC», рецепт от врача, квитанцию на заказ торта на день рождения, квитанцию на доставку двадцати роз танцовщице Константине Иванске (Тала Бирелл), выступающей в театре Civic, канадский доллар, на котором записан номер машины, дверной ключ и железнодорожное расписание, в котором отмечена станция «Вудвилл».
Джин предлагает съездить в театр к Константине, которая, возможно, узнает его. Взглянув на гостей, актриса заявляет, что не знает Эвереста, и он тоже не узнаёт танцовщицу. Затем Джин и Эверест отправляются по адресу врача, указанному на рецепте, но на месте врачебного кабинета находится книжный магазин. Пока Джин заходит в магазин, Эверест ожидает её снаружи. Подойдя к маленькой девочке, он даёт ей монетку, чтобы она купила себе мороженое, а сам вызывается присмотреть за её маленьким котёнком. Хозяин книжного магазина (Джон Эбботт), увидев Эвереста в окно, узнаёт его, говоря, что на прошлой неделе тот заходил в поисках книги о ядах. Джин замечает, что имя автора этой книги совпадает с именем доктора на рецепте, при том, что автор книги умер 50 лет назад. В недоумении Джин выходит к Эвересту, и они садятся в такси. Из отъезжающей машины они видят, что когда девочка возвращается к котёнку, тот оказывается мёртв.
Чувствуя ответственность за Эвереста, Джин приводит его на ночлег в свою квартиру, где живёт вместе с Фрэнси. Джин и Эверест начинают испытывать взаимную симпатию, хотя Эверест слегка пугает её. Утром девушки видят, что Эверест приготовил завтрак. Когда они садятся за стол, Фрэнси замечает, что её домашняя птичка в клетке мертва. Когда Эверест говорит, что они вообще недолго живут, Джин бросает на него тревожный взгляд. Чтобы установить личность Эвереста, Джин предлагает разделить содержимое его карманов, и дать что-либо каждому для расследования. Эверест берёт канадский доллар с автомобильным номером, Фрэнси берёт заказ в кондитерской, зажигалку и рецепт, а Джин забирает ключ и железнодорожное расписание. Через отдел автомобильных средств Эверест узнаёт, что номерной знак автомобиля зарегистрирован на судью Эдварда Несбитта, который ныне проживает в Вудвилле. Услышав имя судьи, Эверест как будто вспоминает, кто он такой и что он собирался делать. Тем временем в металлоремонте Джин выясняет, что ключ, который был у Эвереста, является ключом-вездеходом, которыми обычно пользуются полицейские или преступники, чтобы проникать в различные помещения. Встретившись с Эверестом на скамейке в парке, Джин видит его перебинтованную руку, а рядом — убитую белку. Когда они идут по парку, Эверест жёстко хватает её за руку, не давая обратиться к полицейскому, а затем просит, что если она что-то о нём узнает, то скажет только ему. Тем временем Фрэнси приходит в типографию, показывая рецепт, и печатник вспоминает, что неделю назад напечатал этот бланк для незнакомца с улицы, который затем направился в аптеку напротив. Зайдя в аптеку, Фрэнси показывает рецепт фармацевту, который узнаёт его и сообщает, что это рецепт на сильный редкий яд, и человек купил этот яд. Выйдя из аптеки, Фрэнси видит проезжающий по улице грузовик кондитерской. Когда она показывает водителю заказ на торт, тот вспоминает, что мужчина забрал торт, а затем вернул его, попросив доставить в расположенную на севере штата психиатрическую лечебницу Хадсона доктору Джону Кроуфорду. Выйдя из машины, Фрэнси догадывается, что инициалы «JC» на зажигалке могли принадлежать Кроуфорду.
В открытом кафе в Рокфеллер-центре Эверест сидит вместе с Джин, вдруг вспоминая человека по имени Эдвард Несбитт, который живёт в Вудвилле. Он говорит об этом Джин, но скрывает от неё, что вспомнил и своё имя, опасаясь последствий. Утверждая, что Несбитт является ключом к восстановлению его памяти, Эверест затем говорит Джин, что влюблён в неё. Он уговаривает Джин поехать вместе с ним в Вудвилл, дорога до которого занимает два часа. Джин хочет предупредить Фрэнси, но не может до неё дозвониться, и Эверест уводит её на вокзал. Тем временем домой к Кроуфорду курьер доставляет праздничный торт. Вернувшись домой, взволнованная Фрэнси делится с Чарли своими опасениями в отношении Эвереста, после того, как Джин не пришла на встречу с ней. Выслушав всю историю, Чарли посылает Фрэнси в полицию, а сам отправляется к Константине домой, которую забирает с собой. По дороге он сообщает актрисе, что речь идёт о задержании убийцы. Затем Чарли находит владельца книжного магазина, печатника, аптекаря и курьера из кондитерской, и ведёт всех в участок. В полицейском участке Фрэнси рассказывает всю историю, однако капитан (Крейн Уитли) воспринимает её слова скептически, говоря, что у неё лишь одни предположения и никаких фактов. В этот момент появляется Чарли с пятью свидетелями. Понимая всю серьёзность дела, Константина признаётся, что знает Эвереста, с которым познакомилась несколько лет назад в доме судьи Несбитта. Она рассказывает, что он пытался ухаживать за ней, объяснялся её в любви, был очаровательным и симпатичным, но порой вёл себя неадекватно, в результате чего его в конце концов поместили в психиатрическую лечебницу в Хадсоне. Курьер добавляет, что по заказу Эвереста доставил в это учреждение торт на день рождения. Константина подтверждает, что это Несбитт подписал бумаги, на основании которых Эвереста поместили в клинику. Актриса далее поясняет, что собирается выйти замуж за ревнивого человека из приличной семьи, который был у неё тем вечером, когда пришли Джин и Эверест. Так как Эверест сделал вид, что не узнаёт её, она решила поступить так же, чтобы не усложнять отношения со своим женихом. Хотя накануне Эверест направил ей букет цветов, чтобы возобновить былую дружбу, Константина по-прежнему считает Эвереста сбежавшим из лечебницы маньяком. После этого Фрэнси сообщает, что Эверест направил на день рождения Кроуфорду торт, в котором содержится яд, купленный в аптеке по поддельному рецепту, и аптекарь подтверждает факт покупки яда. Константина говорит, что Кроуфорд является начальником охраны клиники в Хадсоне, который вызвал гнев Эвереста, когда оформлял его в клинику. Эверест также поклялся убить судью Несбитта, когда тот подписал документы о помещении его в психиатрическую лечебницу.
Капитан немедленно снимает трубку и звонит домой Кроуфорду, однако разыгравшийся ураган нарушил телефонную связь. Так как у судьи Несбитта дома нет телефона, капитан приказывает связать его по телетайпу с полицией Хадсона, чтобы они немедленно послали кого-нибудь домой к Кроуфорду с предупреждением, что торт отравлен. Он также просит дать указание уличным патрулям перекрыть дороги и задержать опасного маньяка Эвереста, который прибыл с намерением убить Несбитта. Вместе с ним находится 25-летная Джин Лэнг, которая ничего не знает о планах Эвереста. На железнодорожной станции Вудвилла Эверест пытается взять такси, однако машин нет, и начальник станции Клемм Джейсон даёт ему свою машину, чтобы доехать до дома Несбитта. Пока Джин отправляет телеграмму Фрэнси, Эверест садится в машину и включает радио, выясняя, что на него ведётся полицейская облава. В этот момент в доме Кроуфорда Джон и его сын собираются приступить к праздничному торту, но появляется полиция с сообщением, что торт отравлен. Джон объясняет полицейским, что перед побегом состояние Эвереста заметно улучшилось, и сотрудники клиники попытались найти его сами, не обращаясь к полиции.
Эверест увозит Джин от вокзала на машине, но вскоре их останавливает полиция. Назвавшись сотрудником клиники Кроуфордом, Эверест представляет Джин как свою ассистентку, утверждая, что разыскивает полицейский участок, поскольку его попросили помочь в розыске одного из пациентов. В качестве подтверждения он показывает бирку на костюме, похищенном у доктора. Удовлетворившись таким ответом, полиция уезжает. Всё более напрягаясь, Джин просит Эвереста пояснить, почему он обманул полицию. Когда она начинает спрашивать, откуда у него костюм Кроуфорда и как он с ним связан, Эверест увиливает от ответа. Затем он останавливает машину и обнимает Джин, незаметно доставая из кармана нож. Прижавшись к нему, Джин смотрит на бирку, читая, что Кроуфорд является сотрудником психиатрической клиники. Эверест хватает её за горло, собираясь перерезать его. Джин отталкивает маньяка и убегает в лес, а Эверест преследует её. На вокзале шериф выясняет у сотрудника станции, что Эверест с девушкой пять минут назад на его машине уехали к судье Несбитту. На дороге полицейские видят брошенную машину Эвереста, после чего начинают прочёсывать лес. В поисках укрытия Джин прячется в сарае, но Эверест заходит следом за ней и запирает ворота. Когда он замечает её, Джин забирается на второй этаж. Видя, как Эверест поднимается по лестнице к ней, Джин хватает вилы и закалывает его. Таким образом, сбылось её карточное пророчество.

## В ролях
- Ричард Дикс — Уильям Эверест
- Дженис Картер — Джин Дэнг
- Джефф Доннелл — Фрэнсис
- Лорен Тиндалл — Чарли Кент
- Тала Бирелл — Константина Иванеска
- Джон Эбботт — Каспар Андропулос

## Создатели фильма и исполнители главных ролей
Режиссёр Лью Лэндерс за свою карьеру, охватившую период с 1934 по 1962 год, поставил 136 полнометражных фильмов, среди которых наиболее заметными стали фильмы ужасов и фильмы нуар категории В «Ворон» (1935), «Псевдоним Бостонский Блэки» (1942), «Возвращение вампира» (1943), «После полуночи с Бостонским Блэки» (1943) и «Тайники души» (1948).
Как пишет современный историк кино Джереми Арнольд, карьера Ричарда Дикса началась в 1917 году, и к 1945 году он сыграл уже почти в 100 фильмах. Более всего он известен по вестернам, в частности, он был номинирован на «Оскар» за исполнение главной роли в вестерне «Симаррон» (1931). Позднее, на завершающем этапе своей карьеры Дикс снимался в фильмах категории В, в частности, в великолепном фильме производства Вэла Льютона «Корабль-призрак» (1943). По словам Арнольда, это был «отличный отрезок в его карьере, который продемонстрировал его поразительную, немного тяжёлую манеру игры очень сильно». В 1944—1947 годах Дикс сыграл главные роли в первых семи фильмах киносерии «Свистун», после чего пережил инфаркт и ушёл из кино. Он умер в 1949 году.
В 1940-е годы актриса Дженис Картер была звездой фильмов нуар категории В, в частности, она сыграла главные и значимые роли в таких фильмах, как «Одной таинственной ночью» (1944), «Ночной редактор» (1946), «Подставленный» (1947), «Я люблю трудности» (1948) и «Женщина на пирсе 13» (1949).

## История создания фильма
Как отмечает Джереми Арнольд, киноцикл «Свистун» основан на знаменитом одноимённом радиосериале, который выходил в эфир в 1942—1952 годах. Это третий из восьми фильмов в киноцикле от студии Columbia Pictures, и в третий раз главную роль играет Ричард Дикс. Фильмы цикла имеют не связанные между собой истории, и Дикс в каждом фильме играл нового персонажа.
По мнению Арнольда, «хотя эти фильмы различаются по качеству, в целом все они хорошо сделаны. Это необычные и напряжённые фильмы категории В, которые можно отнести к стилю фильм нуар, который в тот момент был на своей вершине».
Как и все другие фильмы киноцикла «Свистун», его открывает человеческая тень Свистуна, который насвистывает мелодию и затем заявляет: «Я Свистун, я знаю, много странных историй…» Свистун также закрывает фильм, сообщая судьбу главного персонажа.
Фильм находился в производстве с 6 декабря по 20 декабря 1944 года и вышел на экраны 19 апреля 1945 года.
Как отмечает Арнольд, несмотря на образ маньяка в этом фильме, «в реальной жизни коллеги любили Дикса, и во время работы над фильмом актёры и творческая группа устроили в его честь вечеринку, чтобы отметить годовщину начала его голливудской карьеры».

## Оценка фильма критикой
По словам Арнольда, «фильм получил хорошие отзывы критики, отметившей высокий уровень саспенса и драматизма». Критик также считает, что «это плотный, доставляющий наслаждение фильм», а его кульминационный эпизод, «когда персонаж Дикса вспоминает, что он маньяк-убийца, — великолепен как для фильма, так и для Дикса как актёра». В целом, по словам Арнольда, «из восьми фильмов цикла „Таинственная гостья“ (1946) широко признан как лучший, но „Сила Свистуна“ относится к числу лучших. А идеально наводящая жуть игра Дикса в роли, где он был призван воплотить несколько типов характеров, возможно, лучшая во всём цикле. Его персонаж настолько психически нездоров, что даже мелкие животные умирают, оказавшись поблизости от него».
Как написал Хэл Эриксон, «хотя было очень увлекательно увидеть Ричарда Дикса в столь необычной роли, этот третий фильм по своему уровню не дотягивает до первых двух», даже «несмотря на это, кульминация, поставленная на сеновале заброшенного сарая, просто прекрасна».
Историк кино Брюс Эдер называет фильм «артефактом увлечения Голливуда начала 1940-х годов психологией», который «вызывает в памяти некоторые более качественные фильмы, такие как „Улица удачи“ (1942) Джека Хайвли, с которым перекликаются некоторые элементы сюжета». По мнению критика, хотя «фильм и не особенно амбициозен или взыскателен, он тем не менее заставляет зрителя подпрыгнуть на нескольких напряжённых сюжетных поворотах, чему способствует некоторые колоритные актёрские работы и очень короткий хронометраж, включающий подготовку нескольких убийств». Что же касается Дикса, то он «никогда не переходил от беспомощности к угрозе быстрее, внешне более легко и страшно, и более пугающе, чем в некоторых сценах этого аккуратного маленького триллера категории В».
Журнал TV Guide в своей рецензии отметил «бросающую в дрожь напряжённую историю фильма» с Диксом «в роли маниакального убийцы, который страдает от амнезии». По мнению рецензента, «Диксу досталась сложная роль, с которой он не в состоянии справиться», и тем не менее, (в других фильмах цикла) ему будут снова даны шансы сыграть аналогичные роли.